# Zoumeyo
Zoumeyo est un village de la commune de Meyomessala, dans le département du Dja-et-Lobo et la région du Sud, au Cameroun, situé sur la route qui relie Sangmélima à Mekin.

## Population
En 1962, il comptait 111 habitants, principalement Boulou. Lors du recensement de 2005, 131 personnes y étaient dénombrées.